# Stan na trećem katu
Stan na trećem katu (izdan 1950.) je kratka priča Agathe Christie s Heruleom Poirotom u glavnoj ulozi. Prvi put je izdana u zbirci Tri slijepa miša. 
Ekranizirana je u prvoj sezoni (1989.) TV serije Poirot s Davidom Suchetom u glavnoj ulozi.

## Radnja
Poirot se dosađuje - već tjednima nema slučaja kojim bi se pozabavio. Hastingsov pokušaj da oraspoloži prijatelja izlaskom na predstavu obija mu se o glavu kada Poirot ne uspije pogoditi tko je ubojica. Ipak, belgijskom superdetektivu život ne može predugo mirno teći. tek što se uselila u stan na trećem katu njegove zgrade, nova je stanarka ubijena, a to Poirotu omogućuje rješavanje zločina na vlastitom pragu.